# Luis de la Lastra y Cuesta
Luis de la Lastra y Cuesta (Cubas, 1º dicembre 1803 – Siviglia, 5 maggio 1876) è stato un cardinale e arcivescovo cattolico spagnolo.

## Biografia
Nacque il 1º dicembre 1803 a Cubas, località del municipio di Ribamontán al Monte, in Cantabria.
Nel 1852 fu nominato vescovo di Orense; fu promosso arcivescovo di Valladolid nel 1857 ed infine arcivescovo di Siviglia nel 1863.
Papa Pio IX lo elevò al rango di cardinale nel concistoro del 16 marzo 1863 con il titolo di San Pietro in Vincoli, ma solo dal 12 luglio 1867. Partecipò ai lavori del Primo concilio vaticano tra il 1869 ed il 1870.
Dal 1868 fu anche senatore.
Morì a Siviglia il 5 maggio 1876 all'età di 72 anni ed è sepolto nella cattedrale di Siviglia nella cappella del Cristo di Maracaibo; il monumento funebre è opera dello scultore Ricardo Bellver e fu realizzato nel 1880.

## Genealogia episcopale
La genealogia episcopale è:
- Cardinale Scipione Rebiba
- Cardinale Giulio Antonio Santori
- Cardinale Girolamo Bernerio, O.P.
- Arcivescovo Galeazzo Sanvitale
- Cardinale Ludovico Ludovisi
- Cardinale Luigi Caetani
- Cardinale Ulderico Carpegna
- Cardinale Paluzzo Paluzzi Altieri degli Albertoni
- Papa Benedetto XIII
- Papa Benedetto XIV
- Papa Clemente XIII
- Cardinale Marcantonio Colonna
- Cardinale Giacinto Sigismondo Gerdil, B.
- Cardinale Giulio Maria della Somaglia
- Cardinale Luigi Lambruschini, B.
- Cardinale Giovanni Brunelli
- Cardinale Luis de la Lastra y Cuesta